# Knutstorp borg
Knutstorp (før 1658 dansk: Knudstrup borg) er en borg i Svalöv kommune, Skåne i Sverige.
Knudstrup var sædegård midt i 1300-tallet. Ved udgangen af middelalderen var den kommet i Brahe-slægtens eje og tilhørte slægten til 1663. Astronomen Tycho Brahe blev født her i 1546.
Siden tilhørte den medlemmer af slægterne Thott og Anckarstierna. Borgen blev i 1771 solgt til greve Fredrik Georg Hans Karl Wachtmeister og har siden tilhørt dennes slægt.
Hovedbygningen stammer fra midten af 1500-tallet. Borgen brændte i 1678 og 1956.